# Hoštejn
Hoštejn település Csehországban, Šumperki járásban. Hoštejn Kosov, Hynčina, Drozdov és Tatenice településekkel határos. Lakosainak száma 456 fő (2024. január 1.).

## Népesség
A település lakosságának változását az alábbi diagram mutatja:
| Lakosok száma | 323  | 302  | 364  | 310  | 376  | 450  | 430  | 433  | 420  | 456  |
|               | 1869 | 1890 | 1921 | 1950 | 1980 | 2001 | 2017 | 2019 | 2022 | 2024 |